# Olympische Sommerspiele 2024/Teilnehmer (Spanien)
| Gelbes Symbol für Goldmedaillen mit stilisierten Olympischen Ringen | Graues Symbol für Silbermedaillen mit stilisierten Olympischen Ringen | Braundes Symbol für Bronzemedaillen mit stilisierten Olympischen Ringen |
| ------------------------------------------------------------------- | --------------------------------------------------------------------- | ----------------------------------------------------------------------- |
| 5                                                                   | 4                                                                     | 9                                                                       |

Spanien nahm an den Olympischen Spielen 2024 vom 26. Juli bis zum 11. August 2024 in Paris teil. Es war die insgesamt 25. Teilnahme an Olympischen Sommerspielen.

## Medaillen

### Medaillenspiegel
| Rang   | Sportart       | Gold | Silber | Bronze | Gesamt |
| ------ | -------------- | ---- | ------ | ------ | ------ |
| 1      | Leichtathletik | 2    | 1      | 1      | 4      |
| 2      | Fußball        | 1    | 0      | 0      | 1      |
| 2      | Segeln         | 1    | 0      | 0      | 1      |
| 2      | Wasserball     | 1    | 0      | 0      | 1      |
| 5      | Boxen          | 0    | 1      | 1      | 2      |
| 5      | Tennis         | 0    | 1      | 1      | 2      |
| 7      | Basketball     | 0    | 1      | 0      | 1      |
| 8      | Kanu           | 0    | 0      | 3      | 3      |
| 9      | Handball       | 0    | 0      | 1      | 1      |
| 9      | Judo           | 0    | 0      | 1      | 1      |
| 9      | Schwimmen      | 0    | 0      | 1      | 1      |
| Gesamt | Gesamt         | 5    | 4      | 9      | 18     |

## Teilnehmer nach Sportarten

### Badminton
Über die Race-to-Paris-Rangliste qualifizierte sich jeweils ein Athlet für die beiden Einzelwettbewerbe.
| Athleten       | Wettbewerb | Gruppenphase   | Gruppenphase       | Gruppenphase | Gruppenphase | Achtelfinale  | Achtelfinale             | Viertelfinale | Viertelfinale      | Halbfinale    | Halbfinale            | Finale / Platz 3 | Finale / Platz 3 | Rang |
| Athleten       | Wettbewerb | Gegner         | Ergebnis           | Punkte       | Rang         | Gegner        | Ergebnis                 | Gegner        | Ergebnis           | Gegner        | Ergebnis              | Gegner           | Ergebnis         | Rang |
| -------------- | ---------- | -------------- | ------------------ | ------------ | ------------ | ------------- | ------------------------ | ------------- | ------------------ | ------------- | --------------------- | ---------------- | ---------------- | ---- |
| Frauen         |            |                |                    |              |              |               |                          |               |                    |               |                       |                  |                  |      |
| Carolina Marín | Einzel     | J. Stadelmann  | 2:0 (21:11, 21:19) | 2            | 1            | Zhang B.      | 2:1 (12:21, 21:9, 21:18) | A. Ōhori      | 2:0 (21:13, 21:14) | He B.         | 1:2 (21:14, 10:8 RET) | G. M. Tunjung    | w.o.             | 4    |
| Carolina Marín | Einzel     | R. Darragh     | 2:0 (21:5, 21:5)   | 2            | 1            | Zhang B.      | 2:1 (12:21, 21:9, 21:18) | A. Ōhori      | 2:0 (21:13, 21:14) | He B.         | 1:2 (21:14, 10:8 RET) | G. M. Tunjung    | w.o.             | 4    |
| Männer         |            |                |                    |              |              |               |                          |               |                    |               |                       |                  |                  |      |
| Pablo Abián    | Einzel     | V. Nettasinghe | 2:0 (21:9, 21:19)  | 1            | 2            | ausgeschieden | ausgeschieden            | ausgeschieden | ausgeschieden      | ausgeschieden | ausgeschieden         | ausgeschieden    | ausgeschieden    | 14   |
| Pablo Abián    | Einzel     | Lee Z. J.      | 0:2 (10:21, 13:21) | 1            | 2            | ausgeschieden | ausgeschieden            | ausgeschieden | ausgeschieden      | ausgeschieden | ausgeschieden         | ausgeschieden    | ausgeschieden    | 14   |

### Basketball
Durch den zweiten Platz beim Qualifikationsturnier in Sopron qualifizierten sich die spanischen Frauen für das olympische Basketballturnier. Die spanischen Männer qualifizierten sich durch den Sieg im Qualifikationsturnier im heimischen Valencia. Im 3×3-Basketball war Spanien bei den Frauen erstmals vertreten. Das Team qualifizierte sich über das FIBA Olympic Qualifying Tournament für Paris.

#### Basketball
| Wettbewerb    | Frauen (Spiele/Punkte) | Männer (Spiele/Punkte) |
| ------------- | --- | --- |
| Athleten      | Mariona Ortiz (0/0) Laura Gil (0/0) Alba Torrens (0/0) Maria Araujo (0/0) Queralt Casas (0/0) Leticia Romero (0/0) Leonor Rodriguez (0/0) Maite Cazorla (0/0) Andrea Vilaro (0/0) Megan Gustafson (0/0) Paula Ginzo (0/0) Maria Conde (0/0) | Álex Abrines (3/26) Santi Aldama (3/53) Dario Brizuela (3/22) Lorenzo Brown (3/18) Alberto Díaz (3/3) Rudy Fernández (3/10) Usman Garuba (3/5) Juancho Hernangómez (3/13) Willy Hernangómez (3/35) Sergio Llull (3/43) Xabi López-Arostegui (3/4) Jaime Pradilla (2/17) |
| Trainer       | Miguel Mendez | Sergio Scariolo |
| Gruppenphase  | China (90:89) Puerto Rico (63:62) Serbien (70:62) | Australien (80:92) Griechenland (84:77) Kanada (85:88) |
| Viertelfinale | Belgien (66:79) | ausgeschieden |
| Halbfinale    | ausgeschieden | ausgeschieden |
| Finale        | ausgeschieden | ausgeschieden |
| Rang          | 5. Platz | 10. Platz |

#### 3×3-Basketball
| Wettbewerb   | Frauen |
| ------------ | --- |
| Athleten     | Sandra Ygueravide Vega Gimeno Juana Camilion Gracia Alonso                                                                              |
| Gruppenphase | Aserbaidschan (18–16) Frankreich (17–12) China (11–14) Vereinigte Staaten (11–17) Australien (21–17) Kanada (22–20) Deutschland (15–18) |
| Play-in      | Freilos als Vorrundenzweiter |
| Halbfinale   | Vereinigte Staaten (18–16 n. V.) |
| Finale       | Deutschland (16–17) |
| Rang         | Silber |

### Beachvolleyball
Über das olympische Qualifikationsranking qualifizierten sich ein Team bei den Männern und zwei bei den Frauen für die Olympischen Spiele.
| Athleten                      | Gruppenphase         | Gruppenphase             | Gruppenphase | Gruppenphase | Achtelfinale      | Achtelfinale              | Viertelfinale     | Viertelfinale      | Halbfinale    | Halbfinale    | Finale / Platz 3 | Finale / Platz 3 | Rang |
| Athleten                      | Gegner               | Ergebnis                 | Punkte       | Rang         | Gegner            | Ergebnis                  | Gegner            | Ergebnis           | Gegner        | Ergebnis      | Gegner           | Ergebnis         | Rang |
| ----------------------------- | -------------------- | ------------------------ | ------------ | ------------ | ----------------- | ------------------------- | ----------------- | ------------------ | ------------- | ------------- | ---------------- | ---------------- | ---- |
| Frauen                        |                      |                          |              |              |                   |                           |                   |                    |               |               |                  |                  |      |
| Daniela Álvarez Tania Moreno  | Hüberli / Brunner    | 0:2 (12:21, 19:21)       | 5            | 2            | Stam / Schoon     | 2:1 (18:21, 21:19, 15:13) | Melissa / Brandie | 0:2 (18:21, 18:21) | ausgeschieden | ausgeschieden | ausgeschieden    | ausgeschieden    | 5    |
| Daniela Álvarez Tania Moreno  | Placette / Richard   | 2:0 (21:12, 21:15)       | 5            | 2            | Stam / Schoon     | 2:1 (18:21, 21:19, 15:13) | Melissa / Brandie | 0:2 (18:21, 18:21) | ausgeschieden | ausgeschieden | ausgeschieden    | ausgeschieden    | 5    |
| Daniela Álvarez Tania Moreno  | Ludwig / Lippmann    | 2:0 (21:16, 21:19)       | 5            | 2            | Stam / Schoon     | 2:1 (18:21, 21:19, 15:13) | Melissa / Brandie | 0:2 (18:21, 18:21) | ausgeschieden | ausgeschieden | ausgeschieden    | ausgeschieden    | 5    |
| Liliana Fernández Paula Soria | Gottardi / Menegatti | 2:1 (24:22, 9:21, 16:14) | 5            | 2            | Hüberli / Brunner | 0:2 (21:23, 16:21)        | ausgeschieden     | ausgeschieden      | ausgeschieden | ausgeschieden | ausgeschieden    | ausgeschieden    | 9    |
| Liliana Fernández Paula Soria | Ana Patrícia / Duda  | 0:2 (12:21, 13:21)       | 5            | 2            | Hüberli / Brunner | 0:2 (21:23, 16:21)        | ausgeschieden     | ausgeschieden      | ausgeschieden | ausgeschieden | ausgeschieden    | ausgeschieden    | 9    |
| Liliana Fernández Paula Soria | Marwa / Elghobashy   | 2:0 (21:18, 21:14)       | 5            | 2            | Hüberli / Brunner | 0:2 (21:23, 16:21)        | ausgeschieden     | ausgeschieden      | ausgeschieden | ausgeschieden | ausgeschieden    | ausgeschieden    | 9    |
| Männer                        |                      |                          |              |              |                   |                           |                   |                    |               |               |                  |                  |      |
| Pablo Herrera Adrián Gavira   | Boermans / de Groot  | 0:2 (15:21, 15:21)       | 5            | 2            | Bryl / Łosiak     | 2:0 (23:21, 21:18)        | A. Mol / Sørum    | 0:2 (16:21, 17:21) | ausgeschieden | ausgeschieden | ausgeschieden    | ausgeschieden    | 5    |
| Pablo Herrera Adrián Gavira   | Krou / Gauthier-Rat  | 2:1 (23:21, 21:23, 15:8) | 5            | 2            | Bryl / Łosiak     | 2:0 (23:21, 21:18)        | A. Mol / Sørum    | 0:2 (16:21, 17:21) | ausgeschieden | ausgeschieden | ausgeschieden    | ausgeschieden    | 5    |
| Pablo Herrera Adrián Gavira   | Evans / Budinger     | 2:0 (21:18, 21:11)       | 5            | 2            | Bryl / Łosiak     | 2:0 (23:21, 21:18)        | A. Mol / Sørum    | 0:2 (16:21, 17:21) | ausgeschieden | ausgeschieden | ausgeschieden    | ausgeschieden    | 5    |

### Bogenschießen
Durch den Sieg im Mixed-Wettbewerb bei den Europaspielen 2023 erhielt Spanien einen Quotenplatz für den entsprechenden Wettbewerb bei den Olympischen Spielen. Somit war auch in den Einzelwettbewerben von Frauen und Männer jeweils ein Bogenschütze startberechtigt.
| Athleten                | Wettbewerb | Qualifikation | Qualifikation | 1. Runde  | 1. Runde | 2. Runde      | 2. Runde      | Achtelfinale  | Achtelfinale  | Viertelfinale | Viertelfinale | Halbfinale    | Halbfinale    | Finale / Platz 3 | Finale / Platz 3 | Rang |
| Athleten                | Wettbewerb | Ringe         | Rang          | Gegner    | Ergebnis | Gegner        | Ergebnis      | Gegner        | Ergebnis      | Gegner        | Ergebnis      | Gegner        | Ergebnis      | Gegner           | Ergebnis         | Rang |
| ----------------------- | ---------- | ------------- | ------------- | --------- | -------- | ------------- | ------------- | ------------- | ------------- | ------------- | ------------- | ------------- | ------------- | ---------------- | ---------------- | ---- |
| Frauen                  |            |               |               |           |          |               |               |               |               |               |               |               |               |                  |                  |      |
| Elia Canales            | Einzel     | 662           | 16            | M. Havers | 0:6      | ausgeschieden | ausgeschieden | ausgeschieden | ausgeschieden | ausgeschieden | ausgeschieden | ausgeschieden | ausgeschieden | ausgeschieden    | ausgeschieden    | 33   |
| Männer                  |            |               |               |           |          |               |               |               |               |               |               |               |               |                  |                  |      |
| Pablo Acha              | Einzel     | 662           | 33            | Lin Z.-s. | 2:6      | ausgeschieden | ausgeschieden | ausgeschieden | ausgeschieden | ausgeschieden | ausgeschieden | ausgeschieden | ausgeschieden | ausgeschieden    | ausgeschieden    | 33   |
| Mixed                   |            |               |               |           |          |               |               |               |               |               |               |               |               |                  |                  |      |
| Pablo Acha Elia Canales | Mannschaft | 1324          | 13            | —         | —        | —             | —             | China         | 4:2           | Indien        | 3:5           | ausgeschieden | ausgeschieden | ausgeschieden    | ausgeschieden    | 6    |

### Boxen
Bei den Europaspielen 2023 konnten sich die ersten beiden spanischen Boxer ihren Startplatz für die Olympischen Spiele sichern. Beim ersten internationalen Qualifikationsturnier erkämpfte sich Enmanuel Reyes einen Startplatz für Paris. Beim zweiten internationalen Qualifikationsturnier in Bangkok kamen drei weitere Athleten hinzu.
| Athleten              | Wettbewerb         | 1. Runde          | 1. Runde | Achtelfinale   | Achtelfinale  | Viertelfinale    | Viertelfinale | Halbfinale    | Halbfinale    | Finale        | Finale        | Rang   |
| Athleten              | Wettbewerb         | Gegner            | Ergebnis | Gegner         | Ergebnis      | Gegner           | Ergebnis      | Gegner        | Ergebnis      | Gegner        | Ergebnis      | Rang   |
| --------------------- | ------------------ | ----------------- | -------- | -------------- | ------------- | ---------------- | ------------- | ------------- | ------------- | ------------- | ------------- | ------ |
| Frauen                |                    |                   |          |                |               |                  |               |               |               |               |               |        |
| Laura Fuertes         | Klasse bis 50 kg   | F. Herrera        | 2:3      | ausgeschieden  | ausgeschieden | ausgeschieden    | ausgeschieden | ausgeschieden | ausgeschieden | ausgeschieden | ausgeschieden | 17     |
| Männer                |                    |                   |          |                |               |                  |               |               |               |               |               |        |
| Rafael Lozano Serrano | Klasse bis 51 kg   | Freilos           | Freilos  | Yusuf Chothia  | 4:1           | Yunior Alcántara | 2:3           | ausgeschieden | ausgeschieden | ausgeschieden | ausgeschieden | 5      |
| José Quiles           | Klasse bis 57 kg   | Freilos           | Freilos  | M. Sabyrchan   | 4:1           | A. Xaloqov       | 0:5           | ausgeschieden | ausgeschieden | ausgeschieden | ausgeschieden | 5      |
| Oier Ibarreche        | Klasse bis 63,5 kg | B. Muchammedsabyr | 0:5      | ausgeschieden  | ausgeschieden | ausgeschieden    | ausgeschieden | ausgeschieden | ausgeschieden | ausgeschieden | ausgeschieden | 17     |
| Enmanuel Reyes        | Klasse bis 92 kg   | —                 | —        | Han X.         | 4:1           | V. Schelstraete  | 5:0           | L. Alfonso    | 1:4           | ausgeschieden | ausgeschieden | Bronze |
| Ayoub Ghadfa          | Klasse ab 92 kg    | —                 | —        | Q. Qongqabajew | 3:2           | D. Tschalojan    | 5:0           | D.-D. Aboudou | 5:0           | B. Jalolov    | 0:5           | Silber |

### Fechten
Als eine der beiden besten europäischen Säbelfechterinnen, deren Mannschaft sich nicht für die Olympischen Spiele qualifizierte, erhielt Lucía Martín-Portugués einen persönlichen Startplatz für den Wettbewerb in Paris. Von der Neuverteilung eines ungenutzten Gastgeberstartplatzes profitierte Carlos Llavador.
| Athleten               | Wettbewerb     | 1. Runde | 1. Runde | 2. Runde  | 2. Runde | Achtelfinale  | Achtelfinale  | Viertelfinale | Viertelfinale | Halbfinale / Klassifikation | Halbfinale / Klassifikation | Finale / Platzierung | Finale / Platzierung | Rang |
| Athleten               | Wettbewerb     | Gegner   | Ergebnis | Gegner    | Ergebnis | Gegner        | Ergebnis      | Gegner        | Ergebnis      | Gegner                      | Ergebnis                    | Gegner               | Ergebnis             | Rang |
| ---------------------- | -------------- | -------- | -------- | --------- | -------- | ------------- | ------------- | ------------- | ------------- | --------------------------- | --------------------------- | -------------------- | -------------------- | ---- |
| Frauen                 |                |          |          |           |          |               |               |               |               |                             |                             |                      |                      |      |
| Lucía Martín-Portugués | Säbel Einzel   | Freilos  | Freilos  | A. Márton | 8:15     | ausgeschieden | ausgeschieden | ausgeschieden | ausgeschieden | ausgeschieden               | ausgeschieden               | ausgeschieden        | ausgeschieden        | 17   |
| Männer                 |                |          |          |           |          |               |               |               |               |                             |                             |                      |                      |      |
| Carlos Llavador        | Florett Einzel | Freilos  | Freilos  | Ha T.-g.  | 15:13    | M. Hamza      | 12:15         | ausgeschieden | ausgeschieden | ausgeschieden               | ausgeschieden               | ausgeschieden        | ausgeschieden        | 14   |

### Fußball
Durch den Gewinn der UEFA Women’s Nations League 2023/24 qualifizierten sich die spanischen Frauen erstmalig für die Olympischen Spiele. Bereits zuvor hatten sich die Männer durch ihren Finaleinzug bei der U-21-Fußball-Europameisterschaft 2023 qualifizieren können.
| Wettbewerb                | Frauen (Spiele/Tore) | Männer (Spiele/Tore) |
| ------------------------- | --- | --- |
| Athleten                  | Teresa Abelleira (6/0) Laia Aleixandri (6/0) Ona Batlle (6/0) Aitana Bonmatí (6/1) Mariona Caldentey (6/1) Olga Carmona (6/0) Laia Codina (4/0) Cata Coll (6/0) Athenea del Castillo (6/1) Lucía García (4/0) Patricia Guijarro (6/0) Jennifer Hermoso (5/1) Oihane Hernández (4/0) Eva Navarro (3/0) Salma Paralluelo (6/1) Irene Paredes (4/1) Alexia Putellas (6/2) Misa Rodríguez (1/0) | Álex Baena (5/2) Pablo Barrios (6/0) Adrián Bernabé (6/0) Pau Cubarsí (5/0) Eric García (5/0) Joan García (0/0) Sergio Gómez (6/1) Miguel Gutiérrez (5/1) Diego López (4/0) Fermín López (6/6) Juan Miranda (6/0) Samu Omorodion (4/1) Aimar Oroz (6/0) Jon Pacheco (4/0) Marc Pubill (5/1) Abel Ruiz (5/1) Arnau Tenas (5/0) Beñat Turrientes (6/0) |
| Trainer                   | Montserrat Tomé | Santi Denia |
| P-Akkreditierte           | Elene Lete (0/0) Vicky López (0/0) María Méndez (0/0) Alba Redondo (1/0) | Sergio Camello (3/2) Alejandro Iturbe (1/0) Cristhian Mosquera (1/0) Juanlu Sánchez (4/1) |
| Gruppenphase              | Japan (2:1) Nigeria (1:0) Brasilien (2:0) | Usbekistan (2:1) Dominikanische Republik (3:1) Ägypten (1:2) |
| Viertelfinale             | Kolumbien (2:2 n. V.; 4:2 i. E.) | Japan (3:0) |
| Halbfinale                | Brasilien (2:4) | Marokko (2:1) |
| Spiel um Platz 3 / Finale | Deutschland (0:1) | Frankreich (5:3 n. V.) |
| Rang                      | 4 | Gold |

### Golf
Über das Olympic Golf Ranking der IGF qualifizierten sich vier spanische Golfer für die Olympischen Spiele.
| Athleten        | Runde 1 | Runde 2 | Runde 3 | Runde 4 | Gesamt | Par | Rang |
| --------------- | ------- | ------- | ------- | ------- | ------ | --- | ---- |
| Frauen          |         |         |         |         |        |     |      |
| Carlota Ciganda | 73      | 78      | 75      | 75      | 301    | +13 | 49   |
| Azahara Muñoz   | 78      | 69      | 69      | 69      | 285    | −3  | 13   |
| Männer          |         |         |         |         |        |     |      |
| Jon Rahm        | 67      | 66      | 66      | 70      | 269    | −15 | 5    |
| David Puig      | 69      | 69      | 70      | 75      | 283    | −1  | 40   |

### Handball
Spaniens Männer gewannen ihr Qualifikationsturnier in Granollers in heimischer Halle und qualifizierten sich damit für das olympische Handballturnier. Rund einen Monat später reichte den Spanierinnen ein zweiter Platz bei ihrem Qualifikationsturnier, welches in Torrevieja ebenfalls vor heimischer Kulisse stattfand.
| Wettbewerb       | Frauen | Männer |
| ---------------- | --- | --- |
| Athleten         | Mercedes Castellanos (5 Spiele, 28 Paraden), Nicole Wiggins (5 Spiele, 25 Paraden), Silvia Arderíus (5 Spiele, 2 Tore), Carmen Campos (5 Spiele, 15 Tore), María Prieto (5 Spiele, 2 Tore), Paula Arcos (5 Spiele, 13 Tore), Mireya González (5 Spiele, 11 Tore), Lara González (5 Spiele, 3 Tore), Alexandrina Barbosa (5 Spiele, 15 Tore), Marta López (5 Spiele, 19 Tore), Maitane Etxeberria (2 Spiele, 3 Tore), Jennifer Gutiérrez (5 Spiele, 15 Tore), Kaba Gassama (5 Spiele, 5 Tore), Lysa Tchaptchet (5 Spiele, 4 Tore) Ersatzkader: Darly Zoqbi (ohne Einsatz), Alicia Fernández (3 Spiele, 4 Tore), Soledad López (ohne Einsatz) | Gonzalo Pérez de Vargas (8 Spiele, 82 Paraden), Rodrigo Corrales (8 Spiele, 24 Paraden), Álex Dujshebaev (8 Spiele, 19 Tore), Ian Tarrafeta (8 Spiele, 23 Tore), Jorge Maqueda (8 Spiele, 9 Tore), Imanol Garciandía (8 Spiele, 10 Tore), Agustín Casado (8 Spiele, 24 Tore), Daniel Dujshebaev (8 Spiele, 19 Tore), Aleix Gómez (8 Spiele, 48 Tore), Kauldi Odriozola (8 Spiele, 16 Tore), Miguel Sánchez-Migallón (8 Spiele, 5 Tore), Daniel Fernández (8 Spiele, 28 Tore), Abel Serdio (8 Spiele, 13 Tore), Javier Rodríguez (7 Spiele, 11 Tore) Ersatzkader: Sergey Hernández (0 Spiele, 0 Paraden), Adrià Figueras (1 Spiel, 2 Tore), Petar Cikusa (0 Spiele, 0 Tore) |
| Trainer          | Ambros Martín | Jordi Ribera |
| Gruppenphase     | Brasilien (18:29) Angola (21:26) Niederlande (24:29) Ungarn (24:27) Frankreich (24:32) | Slowenien (25:22) Schweden (26:29) Japan (37:33) Deutschland (31:33) Kroatien (32:31) |
| Viertelfinale    | ausgeschieden | Ägypten (29:28) |
| Halbfinale       | ausgeschieden | Deutschland (24:25) |
| Spiel um Platz 3 | ausgeschieden | Slowenien (23:22) |
| Rang             | 12. Platz | Bronze |

### Hockey
Beide spanischen Hockeyteams nutzten den Heimvorteil, dass die jeweiligen Qualifikationsturniere in Valencia stattfanden und qualifizierten sich für die olympischen Hockeyturniere.
| Wettbewerb      | Frauen | Männer |
| --------------- | --- | --- |
| Athleten        | Laura Barrios Sara Barrios Júlia Strappato Lucía Jiménez María López Belén Iglesias Marta Segú Constanza Amundson Blanca Pérez Lola Riera Begoña García Xantal Giné Beatriz Pérez Alejandra Torres-Quevedo Clara Pérez Patricia Álvarez | Alejandro Alonso Jordi Bonastre Xavier Gispert Rafael Vilallonga Pepe Cunill Álvaro Iglesias José Basterra Gerard Clapés Marc Reyné Marc Miralles Luis Calzado Marc Recasens Joaquín Menini Marc Vizcaino Borja Lacalle Eduard de Ignacio-Simó Ignacio Rodríguez Bruno Font |
| Trainer         | Carlos García Cuenca | Maximiliano Caldas |
| Gruppenphase    | Großbritannien (2:1) Vereinigte Staaten (1:1) Argentinien (1:2) Südafrika (0:1) Australien (1:3) | Großbritannien (0:4) Deutschland (2:0) Frankreich (3:3) Südafrika (3:0) Niederlande (3:5) |
| Viertelfinale   | Belgien (0:2) | Belgien (3:2) |
| Halbfinale      | ausgeschieden | Niederlande (0:4) |
| Spiel um Bronze | ausgeschieden | Indien (1:2) |
| Rang            | 7 | 4 |

### Judo
Über die IJF-Weltrangliste konnten sich neun spanische Judokas qualifizieren. Durch die Qualifikation in den entsprechenden Gewichtsklassen konnte auch ein Mixed-Team an den Start gehen.
| Frauen |                   |                      |          |                |               |                  |               |               |               |                   |               |        |
| Laura Martínez | Klasse bis 48 kg  | M. Dee Vargas        | 1:0s2    | M. Nikolić     | 10s1:0s3      | A. Abuschakinowa | 10s2:0s2      | B. Baasanchüü | 0s2:10s2      | S. Boukli         | 0s2:1         | 5      |
| Ariane Toro | Klasse bis 52 kg  | L. Sosorbaram        | 0s1:10s1 | ausgeschieden  | ausgeschieden | ausgeschieden    | ausgeschieden | ausgeschieden | ausgeschieden | ausgeschieden     | ausgeschieden | 17     |
| Cristina Cabaña | Klasse bis 63 kg  | K. Quadros           | 0:10     | ausgeschieden  | ausgeschieden | ausgeschieden    | ausgeschieden | ausgeschieden | ausgeschieden | ausgeschieden     | ausgeschieden | 17     |
| Ai Tsunoda | Klasse bis 70 kg  | Freilos              | Freilos  | A. Pogačnik    | 1:0           | B. Matić         | 0:10          | S. Niizoe     | 10:0          | M. Polleres       | 0:10          | 5      |
| Männer |                   |                      |          |                |               |                  |               |               |               |                   |               |        |
| Francisco Garrigós | Klasse bis 60 kg  | Freilos              | Freilos  | J. Verstraeten | 1s2:0s2       | R. Nagayama      | 10:0          | J. Smetow     | 0s2:10s2      | G. Sardalaschwili | 1s2:0s1       | Bronze |
| David García Torné | Klasse bis 66 kg  | G. Qyrghysbajew      | 0s1:1s2  | ausgeschieden  | ausgeschieden | ausgeschieden    | ausgeschieden | ausgeschieden | ausgeschieden | ausgeschieden     | ausgeschieden | 17     |
| Salvador Cases | Klasse bis 73 kg  | F. Njie              | 10:0s3   | B. Erdenebajar | 0s1:1s2       | ausgeschieden    | ausgeschieden | ausgeschieden | ausgeschieden | ausgeschieden     | ausgeschieden | 9      |
| Tristani Mosakhlishvili | Klasse bis 90 kg  | K. Ustopirijon       | 1:0      | E. Scherow     | 10:0          | R. Macedo        | 1:0           | L. Bekauri    | 0:10          | T. Tselidis       | 0:1           | 5      |
| Nikoloz Sherazadishvili | Klasse bis 100 kg | Freilos              | Freilos  | Z. Vég         | 10:1          | D. Eich          | 0:1           | A. Wolf       | 10:0          | M. Turoboyev      | 0:10          | 5      |
| Mixed |                   |                      |          |                |               |                  |               |               |               |                   |               |        |
| Laura Martínez Ariane Toro Cristina Cabaña Ai Tsunoda Francisco Garrigós David García Torné Salvador Cases Tristani Mosakhlishvili Nikoloz Sherazadishvili | Mixed Team        | Refugee Olympic Team | 4:3      | Japan          | 0:4           | ausgeschieden    | ausgeschieden | ausgeschieden | ausgeschieden | ausgeschieden     | ausgeschieden | 9      |

### Kanu
Bei den Kanurennsport-Weltmeisterschaften 2023 erreichten die spanischen Kanuten Quotenplätze in acht von zehn Bootsklassen. Über die Weltmeisterschaften 2023 erhielten zudem die spanischen Slalomkanuten Quotenplätze in allen Bootsklassen. Beim Cross-Qualifikationsevent in Prag konnte ein zusätzlicher Startplatz für das Cross-Event der Männer gewonnen werden.

#### Kanurennsport
| Athleten                                                        | Wettbewerb | Vorlauf     | Vorlauf | Viertelfinale | Viertelfinale | Halbfinale  | Halbfinale | A/B-Finale            | A/B-Finale    | Rang   |
| Athleten                                                        | Wettbewerb | Zeit        | Rang    | Zeit          | Rang          | Zeit        | Rang       | Zeit                  | Rang          | Rang   |
| --------------------------------------------------------------- | ---------- | ----------- | ------- | ------------- | ------------- | ----------- | ---------- | --------------------- | ------------- | ------ |
| Frauen                                                          |            |             |         |               |               |             |            |                       |               |        |
| María Corbera                                                   | C1 200 m   | 47,74 s     | 2       | ―             | ―             | 45,78 s     | 5          | B-Finale: 45,45 s     | 1             | 9      |
| Antía Jácome                                                    | C1 200 m   | 47,35 s     | 2       | ―             | ―             | 45,62 s     | 3          | 44,78 s               | 4             | 4      |
| María Corbera Antía Jácome                                      | C2 500 m   | 1:55,63 min | 2       | ―             | ―             | 1:56,55 min | 2          | 1:56,65 min           | 6             | 6      |
| Estefanía Fernández                                             | K1 500 m   | 1:54,74 min | 6       | 1:51,24 min   | 2             | 1:56,20 min | 7          | ausgeschieden         | ausgeschieden | 31     |
| Begoña Lazkano                                                  | K1 500 m   | 1:55,54 min | 4       | 1:53,83 min   | 4             | 1:52,87 min | 7          | ausgeschieden         | ausgeschieden | 25     |
| Carolina García Sara Ouzande                                    | K2 500 m   | 1:49,01 min | 5       | 1:42,03 min   | 3             | 1:40,23 min | 6          | B-Finale: DNF         | B-Finale: DNF | 16     |
| Estefanía Fernández Carolina García Sara Ouzande Teresa Portela | K4 500 m   | 1:32,92 min | 2       | —             | —             | ―           | ―          | 1:34,51 min           | 6             | 6      |
| Männer                                                          |            |             |         |               |               |             |            |                       |               |        |
| Pablo Crespo                                                    | C1 1000 m  | 4:05,05 min | 5       | 3:50,24 min   | 2             | 4:03,04 min | 8          | B-Finale: 3:50,54 min | 4             | 12     |
| Diego Domínguez Joan Antoni Moreno                              | C2 500 m   | 1:37,78 min | 2       | ―             | ―             | 1:40,23 min | 4          | 1:41,18 min           | 3             | Bronze |
| Francisco Cubelos                                               | K1 1000 m  | 3:28,40 min | 3       | 3:33,74 min   | 2             | 3:30,52 min | 5          | B-Finale: 3:28,10 min | 3             | 11     |
| Adrián del Río                                                  | K1 1000 m  | 3:33,81 min | 5       | 3:30,39 min   | 1             | 3:31,07 min | 6          | B-Finale: 3:29,42 min | 4             | 12     |
| Carlos Arévalo Rodrigo Germade                                  | K2 500 m   | 1:28,85 min | 2       | ―             | ―             | 1:28,49 min | 5          | B-Finale: 1:30,08 min | 1             | 9      |
| Adrián del Río Marcus Walz                                      | K2 500 m   | 1:35,26 min | 3       | 1:29,12 min   | 1             | 1:27,24 min | 2          | 1:27,38 min           | 4             | 4      |
| Carlos Arévalo Saúl Craviotto Rodrigo Germade Marcus Walz       | K4 500 m   | 1:20,60 min | 2       | ―             | ―             | 1:19,98 min | 3          | 1:20,05 min           | 3             | Bronze |

#### Kanuslalom
| Athleten          | Wettbewerb | Vorlauf  | Vorlauf | Halbfinale | Halbfinale | Finale   | Finale | Rang   |
| Athleten          | Wettbewerb | Zeit     | Rang    | Zeit       | Rang       | Zeit     | Rang   | Rang   |
| ----------------- | ---------- | -------- | ------- | ---------- | ---------- | -------- | ------ | ------ |
| Frauen            |            |          |         |            |            |          |        |        |
| Miren Lazkano     | C1         | 109,49 s | 15      | 116,27 s   | 10         | 116,97 s | 10     | 10     |
| Maialen Chourraut | K1         | 96,33 s  | 13      | 106,21 s   | 11         | 157,67 s | 12     | 12     |
| Männer            |            |          |         |            |            |          |        |        |
| Miquel Travé      | C1         | 92,19 s  | 6       | 96,69 s    | 2          | 97,92 s  | 5      | 5      |
| Pau Echaniz       | K1         | 87,84 s  | 12      | 96,11 s    | 12         | 86,87 s  | 3      | Bronze |

Boater-Cross
| Frauen            |          |         |    |   |   |   |               |               |               |    |
| Maialen Chourraut | K1 Cross | 75,23 s | 19 | 3 | 2 | 2 | 3             | ausgeschieden | ausgeschieden | 12 |
| Miren Lazkano     | K1 Cross | 74,77 s | 15 | 1 | — | 3 | ausgeschieden | ausgeschieden | ausgeschieden | 17 |
| Männer            |          |         |    |   |   |   |               |               |               |    |
| Miquel Travé      | K1 Cross | 68,70 s | 11 | 1 | — | 4 | ausgeschieden | ausgeschieden | ausgeschieden | 25 |
| Manuel Ochoa      | K1 Cross | 68,66 s | 10 | 1 | — | 1 | 4             | ausgeschieden | ausgeschieden | 14 |

### Leichtathletik
Spanische Leichtathleten hatten die Olympianormen des Weltverbandes in verschiedensten Disziplinen erreicht. Im Marathon und 20 km Gehen erreichten sogar jeweils mehr als drei Athleten die vorgegebenen Normzeiten, sodass der spanische Verband aus den entsprechenden Athleten Sportler wählen durfte. Zudem konnten sich über die World Athletics Relays 2024 zwei spanische Staffeln qualifizieren.
Laufen und Gehen
| Athleten                                                         | Wettbewerb       | Vorlauf      | Vorlauf | Hoffnungslauf | Hoffnungslauf | Halbfinale    | Halbfinale    | Finale        | Finale        | Rang          |
| Athleten                                                         | Wettbewerb       | Zeit         | Rang    | Zeit          | Rang          | Zeit          | Rang          | Zeit          | Rang          | Rang          |
| ---------------------------------------------------------------- | ---------------- | ------------ | ------- | ------------- | ------------- | ------------- | ------------- | ------------- | ------------- | ------------- |
| Frauen                                                           |                  |              |         |               |               |               |               |               |               |               |
| Jaël Bestué                                                      | 200 m            | 23,17 s      | 4       | 23,22 s       | 2             | ausgeschieden | ausgeschieden | ausgeschieden | ausgeschieden | ausgeschieden |
| Lorea Ibarzábal                                                  | 800 m            | 2:00,71 min  | 6       | 1:59,81 min   | 3             | ausgeschieden | ausgeschieden | ausgeschieden | ausgeschieden | ausgeschieden |
| Lorena Martín                                                    | 800 m            | 2:02,52 min  | 7       | 2:03,04 min   | 7             | ausgeschieden | ausgeschieden | ausgeschieden | ausgeschieden | ausgeschieden |
| Esther Guerrero                                                  | 1500 m           | 4:06,60 min  | 10      | 4:03,15 min   | 3             | 4:01,94 min   | 7             | ausgeschieden | ausgeschieden | ausgeschieden |
| Marta Pérez                                                      | 1500 m           | 4:04,94 min  | 6       | ―             | ―             | 3:57,75 min   | 8             | ausgeschieden | ausgeschieden | ausgeschieden |
| Águeda Marqués                                                   | 1500 m           | 4:01,60 min  | 9       | 4:07,05 min   | 3             | 4:01,90 min   | 6             | 4:00,31 min   | 11            | 11            |
| Marta García                                                     | 5000 m           | 15:08,87 min | 10      | —             | —             | —             | —             | ausgeschieden | ausgeschieden | ausgeschieden |
| Carolina Robles                                                  | 3000 m Hindernis | 9:22,48 min  | 7       | —             | —             | —             | —             | ausgeschieden | ausgeschieden | ausgeschieden |
| Irene Sánchez-Escribano                                          | 3000 m Hindernis | 9:17,39 min  | 5       | —             | —             | —             | —             | 9:10,43 min   | 11            | 11            |
| Majida Maayouf                                                   | Marathon         | —            | —       | —             | —             | —             | —             | 2:28:35 h     | 17            | 17            |
| Esther Navarrete                                                 | Marathon         | —            | —       | —             | —             | —             | —             | 2:32:07 h     | 42            | 42            |
| Meritxell Soler                                                  | Marathon         | —            | —       | —             | —             | —             | —             | 2:29:56 h     | 25            | 25            |
| María Pérez García                                               | 20 km Gehen      | —            | —       | —             | —             | —             | —             | 1:26:19 h     | 2             | Silber        |
| Laura García-Caro                                                | 20 km Gehen      | —            | —       | —             | —             | —             | —             | 1:28:12 h     | 7             | 7             |
| Cristina Montesinos                                              | 20 km Gehen      | —            | —       | —             | —             | —             | —             | 1:29:11 h     | 10            | 10            |
| Jaël Bestué Sonia Molina-Prados María Isabel Pérez Paula Sevilla | 4 × 100 m        | 42,77 s      | 7       | —             | —             | —             | —             | ausgeschieden | ausgeschieden | ausgeschieden |
| Carmen Avilés Blanca Hervás Eva Santidrián Berta Segura          | 4 × 400 m        | 3:28,29 min  | 5       | —             | —             | —             | —             | ausgeschieden | ausgeschieden | ausgeschieden |
| Männer                                                           |                  |              |         |               |               |               |               |               |               |               |
| Mohamed Attaoui                                                  | 800 m            | 1:44,81 min  | 1       | ―             | ―             | 1:43,69 min   | 4             | 1:42,08 min   | 5             | 5             |
| Adrián Ben                                                       | 800 m            | 1:45,03 min  | 4       | 1:45,37 min   | 2             | ausgeschieden | ausgeschieden | ausgeschieden | ausgeschieden | ausgeschieden |
| Josué Canales                                                    | 800 m            | 1:46,48 min  | 5       | 1:44,65 min   | 4             | ausgeschieden | ausgeschieden | ausgeschieden | ausgeschieden | ausgeschieden |
| Ignacio Fontes                                                   | 1500 m           | 3:37,50 min  | 7       | 3:35,04 min   | 8             | ausgeschieden | ausgeschieden | ausgeschieden | ausgeschieden | ausgeschieden |
| Mario García                                                     | 1500 m           | 3:37,90 min  | 10      | 3:37,01 min   | 11            | ausgeschieden | ausgeschieden | ausgeschieden | ausgeschieden | ausgeschieden |
| Adel Mechaal                                                     | 1500 m           | 3:35,81 min  | 9       | 3:42,79 min   | 14            | ausgeschieden | ausgeschieden | ausgeschieden | ausgeschieden | ausgeschieden |
| Adel Mechaal                                                     | 5000 m           | DNS          | DNS     | DNS           | DNS           | DNS           | DNS           | DNS           | DNS           | DNS           |
| Thierry Ndikumwenayo                                             | 5000 m           | DNF          | DNF     | —             | —             | —             | —             | 13:24,07 min  | 15            | 15            |
| Thierry Ndikumwenayo                                             | 10.000 m         | —            | —       | —             | —             | —             | —             | 26:49,49 min  | 9             | 9             |
| Abdessamad Oukhelfen                                             | 10.000 m         | —            | —       | —             | —             | —             | —             | 28:21,90 min  | 23            | 23            |
| Enrique Llopis                                                   | 110 m Hürden     | 13,28 s      | 2       | ―             | ―             | 13,17 s       | 2             | 13,20 s       | 4             | 4             |
| Asier Martínez                                                   | 110 m Hürden     | 13,47 s      | 4       | 13,46 s       | 2             | 13,35 s       | 5             | ausgeschieden | ausgeschieden | ausgeschieden |
| Daniel Arce                                                      | 3000 m Hindernis | 8:18,31 min  | 4       | —             | —             | —             | —             | 8:13,80 min   | 10            | 10            |
| Ibrahim Chakir                                                   | Marathon         | —            | —       | —             | —             | —             | —             | 2:11:44 h     | 34            | 34            |
| Tariku Novales                                                   | Marathon         | —            | —       | —             | —             | —             | —             | 2:25:50 h     | 68            | 68            |
| Yago Rojo                                                        | Marathon         | —            | —       | —             | —             | —             | —             | 2:12:43 h     | 41            | 41            |
| Diego García                                                     | 20 km Gehen      | —            | —       | —             | —             | —             | —             | 1:23:10 h     | 33            | 33            |
| Álvaro Martín                                                    | 20 km Gehen      | —            | —       | —             | —             | —             | —             | 1:19:11 h     | 3             | Bronze        |
| Paul McGrath                                                     | 20 km Gehen      | —            | —       | —             | —             | —             | —             | 1:20:32 h     | 17            | 17            |
| Julio Arenas Iñaki Cañal David García Zurita Óscar Husillos      | 4 × 400 m        | 3:01,60 min  | 6       | —             | —             | —             | —             | ausgeschieden | ausgeschieden | ausgeschieden |
| Mixed                                                            |                  |              |         |               |               |               |               |               |               |               |
| Álvaro Martín María Pérez García                                 | Marathon Gehen   | —            | —       | —             | —             | —             | —             | 2:50:31 h     | 1             | Gold          |
| Miguel Ángel López Cristina Montesinos                           | Marathon Gehen   | —            | —       | —             | —             | —             | —             | 2:56:10 h     | 9             | 9             |

Springen und Werfen
| Athleten               | Wettbewerb  | Qualifikation | Qualifikation | Finale        | Finale        | Rang |
| Athleten               | Wettbewerb  | Weite/Höhe    | Rang          | Weite/Höhe    | Rang          | Rang |
| ---------------------- | ----------- | ------------- | ------------- | ------------- | ------------- | ---- |
| Frauen                 |             |               |               |               |               |      |
| Fátima Diame           | Weitsprung  | 6,52          | 15            | ausgeschieden | ausgeschieden | 15   |
| Tessy Ebosele          | Weitsprung  | 6,09 m        | 30            | ausgeschieden | ausgeschieden | 30   |
| Ana Peleteiro-Compaoré | Dreisprung  | 14,36 m       | 5             | 14,59 m       | 6             | 6    |
| María Belén Toimil     | Kugelstoßen | 16,83 m       | 25            | ausgeschieden | ausgeschieden | 25   |
| Yulenmis Aguilar       | Speerwurf   | 61,95 m       | 9             | 62,78 m       | 6             | 6    |
| Männer                 |             |               |               |               |               |      |
| Jordan Díaz            | Dreisprung  | 17,24 m       | 2             | 17,86 m       | 1             | Gold |

| Athleten    | 100 m   | 100 m | Weitsprung | Weitsprung | Kugelstoßen | Kugelstoßen | Hochsprung | Hochsprung | 400 m   | 400 m | 110 m Hürden | 110 m Hürden | Diskuswurf | Diskuswurf | Stabhochsprung | Stabhochsprung | Speerwurf | Speerwurf | 1500 m      | 1500 m | Punkte | Rang |
| Athleten    | Zeit    | Pkte. | Weite      | Pkte.      | Weite       | Pkte.       | Höhe       | Pkte.      | Zeit    | Pkte. | Zeit         | Pkte.        | Weite      | Pkte.      | Höhe           | Pkte.          | Weite     | Pkte.     | Zeit        | Pkte.  | Punkte | Rang |
| ----------- | ------- | ----- | ---------- | ---------- | ----------- | ----------- | ---------- | ---------- | ------- | ----- | ------------ | ------------ | ---------- | ---------- | -------------- | -------------- | --------- | --------- | ----------- | ------ | ------ | ---- |
| Zehnkampf   |         |       |            |            |             |             |            |            |         |       |              |              |            |            |                |                |           |           |             |        |        |      |
| Jorge Ureña | 10,87 s | 890   | 7,05 m     | 826        | 13,77 m     | 714         | 1,96 m     | 767        | 48,08 s | 905   | 14,29 s      | 937          | 40,92 m    | 683        | ogV            | 0              | 57,93 m   | 707       | 4:42,18 min | 667    | 7096   | 20   |

### Moderner Fünfkampf
Über die Europaspiele 2023 erhielt Laura Heredia einen persönlichen Startplatz für den Wettbewerb im Modernen Fünfkampf bei den Olympischen Spielen.
| Athleten      | Fechten | Fechten | Schwimmen   | Schwimmen | Reiten | Reiten | Combined     | Combined | Punkte | Rang |
| Athleten      | Bilanz  | Punkte  | Zeit        | Punkte    | Zeit   | Punkte | Zeit         | Punkte   | Punkte | Rang |
| ------------- | ------- | ------- | ----------- | --------- | ------ | ------ | ------------ | -------- | ------ | ---- |
| Frauen        |         |         |             |           |        |        |              |          |        |      |
| Laura Heredia | 17+2    | 210     | 2:24,14 min | 262       | EL     | 0      | 10:50,73 min | 650      | 1124   | 17   |

### Radsport
Auf der Bahn erhielt Spanien über die Madison-Rangliste der Männer einen Quotenplatz für die Wettbewerbe im Madison und Omnium. Über die UCI-Straßen-Weltrangliste nach Nationen erhielt Spanien für das Straßenrennen der Männer drei und das Straßenrennen der Frauen zwei Startplätze. Zudem war im Einzelzeitfahren jeweils ein Athlet startberechtigt. Über das olympische Qualifikationsranking im Mountainbike erhielt Spanien zwei Startplätze bei den Männern.

#### Bahn
| Athleten                     | Wettbewerb | Rang | Details                                                                                          |
| ---------------------------- | ---------- | ---- | ------------------------------------------------------------------------------------------------ |
| Männer                       |            |      |                                                                                                  |
| Sebastián Mora Albert Torres | Madison    | 8    | −5 Punkte                                                                                        |
| Albert Torres                | Omnium     | 4    | Scratch: 26 Punkte Temporennen: 28 Punkte Ausscheidungsfahren: 16 Punkte Punktefahren: 57 Punkte |

#### Straße
| Athleten      | Wettbewerb       | Zeit         | Rang |
| ------------- | ---------------- | ------------ | ---- |
| Frauen        |                  |              |      |
| Mavi García   | Straßenrennen    | 4:00:46 h    | 6    |
| Mireia Benito | Straßenrennen    | 4:10:20 h    | 63   |
| Mireia Benito | Einzelzeitfahren | 43:48,10 min | 22   |
| Männer        |                  |              |      |
| Juan Ayuso    | Straßenrennen    | 6:21:54 h    | 22   |
| Alex Aranburu | Straßenrennen    | 6:21:47 h    | 18   |
| Oier Lazkano  | Straßenrennen    | 6:23:16 h    | 35   |
| Oier Lazkano  | Einzelzeitfahren | 39:08,86 min | 26   |

#### Mountainbike
| Athleten      | Wettbewerb    | Zeit      | Rang |
| ------------- | ------------- | --------- | ---- |
| Männer        |               |           |      |
| David Valero  | Cross-Country | 1:28:49 h | 10   |
| Jofre Cullell | Cross-Country | 1:32:13 h | 24   |

### Reiten
Im Dressur- und Springreiten konnten sich die spanischen Mannschaften über die jeweiligen Europameisterschaften qualifizieren, sodass dort entsprechend auch in den Einzelwettbewerben jeweils drei Reiter an den Start gehen konnten. In der Vielseitigkeit waren zudem zwei Reiter am Start, die sich über die regionale Rangliste der Gruppe B (Südwesteuropa) und das Gesamtranking qualifizieren konnten.

#### Dressurreiten
| Athleten | Wettbewerb | Prozent / Punkte           | Prozent / Punkte | Prozent / Punkte | Rang |
| Athleten | Wettbewerb | Grand Prix (Qualifikation) | GP Spécial       | GP Kür           | Rang |
| --- | ---------- | -------------------------- | ---------------- | ---------------- | ---- |
| Claudio Castilla Ruiz mit Hi Rico Do Sobral                                                                            | Einzel     | 69,829                     | —                | ausgeschieden    | 36   |
| Juan Antonio Jiménez mit Euclides Mor                                                                                  | Einzel     | 60,031                     | —                | ausgeschieden    | 59   |
| Borja Carrascosa mit Frizzantino FRH                                                                                   | Einzel     | 70,823                     | —                | ausgeschieden    | 28   |
| Claudio Castilla Ruiz mit Hi Rico Do Sobral Juan Antonio Jiménez mit Euclides Mor Borja Carrascosa mit Frizzantino FRH | Mannschaft | 200,683                    | ausgeschieden    | —                | 13   |

#### Springreiten
| Athleten | Wettbewerb | Strafpunkte   | Strafpunkte   | Strafpunkte   | Strafpunkte   | Strafpunkte   | Strafpunkte   | Rang |
| Athleten | Wettbewerb | Einzelwertung | Einzelwertung | Einzelwertung | Nationenpreis | Nationenpreis | Nationenpreis | Rang |
| Athleten | Wettbewerb | 1. Umlauf     | 2. Umlauf     | Stechen       | 1. Umlauf     | 2. Umlauf     | Stechen       | Rang |
| --- | ---------- | ------------- | ------------- | ------------- | ------------- | ------------- | ------------- | ---- |
| Ismael García Roque mit Tirano                                                                              | Einzel     | 4             | ausgeschieden | ausgeschieden | —             | —             | —             | 39   |
| Sergio Álvarez Moya mit Puma HS                                                                             | Einzel     | 13            | ausgeschieden | ausgeschieden | —             | —             | —             | 60   |
| Eduardo Álvarez Aznar mit Caprice du Vigneul                                                                | Einzel     | RET           | RET           | RET           | —             | —             | —             | ―    |
| Ismael García Roque mit Tirano Sergio Álvarez Moya mit Puma HS Eduardo Álvarez Aznar mit Caprice du Vigneul | Mannschaft | —             | —             | —             | 21            | ausgeschieden | ausgeschieden | 11   |

#### Vielseitigkeitsreiten
| Athleten                         | Wettbewerb | Minuspunkte Dressur | Minuspunkte Gelände | Minuspunkte Springen | Minuspunkte Springen | Minuspunkte Gesamt | Rang          |
| -------------------------------- | ---------- | ------------------- | ------------------- | -------------------- | -------------------- | ------------------ | ------------- |
| Esteban Benítez mit Utrera AA 35 | Einzel     | 39,90               | 29,00               | 29,20                | ausgeschieden        | 98,10              | 49            |
| Carlos Díaz mit Taraje Cp 21,10  | Einzel     | 30,20               | 17,60               | ausgeschieden        | ausgeschieden        | ausgeschieden      | ausgeschieden |

### Rudern
Über die Weltmeisterschaften 2023 erreichte Spanien Quotenplätze in vier Bootsklassen. Zudem erhielt man über die finale Qualifikationsregatta in Luzern einen Startplatz im Einer der Frauen.
| Athleten                       | Wettbewerb                  | Vorlauf     | Vorlauf | Vorlauf       | Hoffnungslauf / Viertelfinale | Hoffnungslauf / Viertelfinale | Hoffnungslauf / Viertelfinale | Halbfinale  | Halbfinale | Halbfinale    | Finale      | Finale | Rang |
| Athleten                       | Wettbewerb                  | Zeit        | Rang    | Qualifikation | Zeit                          | Rang                          | Qualifikation                 | Zeit        | Rang       | Qualifikation | Zeit        | Rang   | Rang |
| ------------------------------ | --------------------------- | ----------- | ------- | ------------- | ----------------------------- | ----------------------------- | ----------------------------- | ----------- | ---------- | ------------- | ----------- | ------ | ---- |
| Frauen                         |                             |             |         |               |                               |                               |                               |             |            |               |             |        |      |
| Virginia Díaz Rivas            | Einer                       | 7:37,30 min | 2       | Viertelfinale | 7:34,01 min                   | 3                             | Halbfinale A/B                | 7:37,52 min | 6          | B-Finale      | 7:34,61 min | 6      | 12   |
| Esther Briz Aina Cid           | Zweier ohne Steuerfrau      | 7:24,09 min | 4       | Hoffnungslauf | 7:36,98 min                   | 2                             | Halbfinale                    | 7:30,36 min | 5          | B-Finale      | 7:07,08 min | 1      | 7    |
| Männer                         |                             |             |         |               |                               |                               |                               |             |            |               |             |        |      |
| Jaime Canalejo Javier García   | Zweier ohne Steuermann      | 6:32,28 min | 1       | Halbfinale    | ―                             | ―                             | ―                             | 6:36,30 min | 3          | A-Finale      | 6:29,60 min | 5      | 5    |
| Aleix García Rodrigo Conde     | Doppelzweier                | 6:16,71 min | 2       | Halbfinale    | ―                             | ―                             | ―                             | 6:14,91 min | 2          | A-Finale      | 6:20,59 min | 5      | 5    |
| Dennis Carracedo Caetano Horta | Leichtgewichts-Doppelzweier | 6:28,92 min | 2       | Halbfinale    | ―                             | ―                             | ―                             | 6:35,05 min | 4          | B-Finale      | 6:19,90 min | 2      | 8    |

### Schießen
Im Qualifikationszeitraum konnten vier Quotenplätze erreicht werden.
| Athleten          | Wettbewerb | Qualifikation   | Qualifikation | Finale          | Finale        |
| Athleten          | Wettbewerb | Ringe/ Scheiben | Rang          | Ringe/ Scheiben | Rang          |
| ----------------- | ---------- | --------------- | ------------- | --------------- | ------------- |
| Frauen            |            |                 |               |                 |               |
| Fátima Gálvez     | Trap       | 122             | 2             | 23              | 5             |
| Mar Molné         | Trap       | 123             | 1             | 27              | 4             |
| Männer            |            |                 |               |                 |               |
| Alberto Fernández | Trap       | 121             | 14            | ausgeschieden   | ausgeschieden |
| Andrés García     | Trap       | 118             | 22            | ausgeschieden   | ausgeschieden |

### Schwimmen
Die olympischen Normzeiten des Weltverbandes hatten acht Schwimmer in elf Wettbewerben erreicht. Zudem qualifizierten sich vier spanische Staffeln für die Olympischen Spiele. Im Freiwasser war Spanien mit zwei Schwimmerinnen vertreten.
| Athleten                                                    | Wettbewerb          | Vorlauf        | Vorlauf | Halbfinale    | Halbfinale    | Finale        | Finale        | Rang |
| Athleten                                                    | Wettbewerb          | Zeit           | Rang    | Zeit          | Rang          | Zeit          | Rang          | Rang |
| ----------------------------------------------------------- | ------------------- | -------------- | ------- | ------------- | ------------- | ------------- | ------------- | ---- |
| Frauen                                                      |                     |                |         |               |               |               |               |      |
| Carmen Weiler Sastre                                        | 100 m Rücken        | 59,57 s NR     | 8       | 59,72 s       | 9             | ausgeschieden | ausgeschieden | 9    |
| Carmen Weiler Sastre                                        | 200 m Rücken        | 2:10,09 min    | 12      | 2:09,99 min   | 13            | ausgeschieden | ausgeschieden | 13   |
| África Zamorano                                             | 200 m Rücken        | 2:10,40 min    | 15      | 2:10,63 min   | 14            | ausgeschieden | ausgeschieden | 14   |
| Jessica Vall                                                | 100 m Brust         | 1:08,78 min    | 27      | ausgeschieden | ausgeschieden | ausgeschieden | ausgeschieden | 27   |
| Jessica Vall                                                | 200 m Brust         | 2:24,52 min    | 9       | 2:26,22 min   | 16            | ausgeschieden | ausgeschieden | 16   |
| Laura Cabanes                                               | 100 m Schmetterling | 59,40 s        | 25      | ausgeschieden | ausgeschieden | ausgeschieden | ausgeschieden | 25   |
| Laura Cabanes                                               | 200 m Schmetterling | 2:10,82 min    | 16      | 2:10,60 min   | 16            | ausgeschieden | ausgeschieden | 16   |
| Emma Carrasco Cadens                                        | 200 m Lagen         | 2:11,54 min    | 12      | 2:12,25 min   | 15            | ausgeschieden | ausgeschieden | 15   |
| Emma Carrasco Cadens                                        | 400 m Lagen         | 4:43,13 min    | 12      | —             | —             | ausgeschieden | ausgeschieden | 12   |
| Ainhoa Campabadal María Daza Alba Herrero Paula Juste       | 4 × 200 m Freistil  | 8:00,23 min    | 15      | —             | —             | ausgeschieden | ausgeschieden | 15   |
| María de Valdés                                             | 10 km Freiwasser    | —              | —       | —             | —             | 2:07:02,4 h   | 17            | 17   |
| Ángela Martínez                                             | 10 km Freiwasser    | —              | —       | —             | —             | 2:06:15,3 h   | 10            | 10   |
| Männer                                                      |                     |                |         |               |               |               |               |      |
| Sergio de Celis                                             | 100 m Freistil      | 48,49 s        | 19      | ausgeschieden | ausgeschieden | ausgeschieden | ausgeschieden | 19   |
| Carlos Garach Benito                                        | 800 m Freistil      | 7:50,07 min    | 18      | —             | —             | ausgeschieden | ausgeschieden | 18   |
| Carlos Garach Benito                                        | 1500 m Freistil     | 15:20,84 min   | 22      | —             | —             | ausgeschieden | ausgeschieden | 22   |
| Hugo González                                               | 100 m Rücken        | 53,68 s        | 14      | 52,95 s       | 8             | 52,73 s       | 6             | 6    |
| Hugo González                                               | 200 m Rücken        | 1:57,08 min    | 6       | 1:56,52 min   | 8             | 1:55,47 min   | 6             | 6    |
| Mario Mollá                                                 | 100 m Schmetterling | 52,27 s        | 25      | ausgeschieden | ausgeschieden | ausgeschieden | ausgeschieden | 25   |
| Arbidel González                                            | 200 m Schmetterling | 1:55,86 min    | 14      | 1:56,26 min   | 16            | ausgeschieden | ausgeschieden | 16   |
| Hugo González                                               | 200 m Lagen         | DNS            | DNS     | DNS           | DNS           | DNS           | DNS           | DNS  |
| César Castro Sergio de Celis Luis Domínguez Mario Mollá     | 4 × 100 m Freistil  | 3:13,19 min NR | 9       | —             | —             | ausgeschieden | ausgeschieden | 9    |
| César Castro Luis Dominguez Carlos Garach Ferran Julià Tous | 4 × 200 m Freistil  | 7:11,62 min    | 13      | —             | —             | ausgeschieden | ausgeschieden | 13   |
| Carles Coll Sergio de Celis Hugo González Mario Mollá       | 4 × 100 m Lagen     | DSQ            | DSQ     | —             | —             | ausgeschieden | ausgeschieden | ―    |

### Segeln
In neun von zehn Bootsklassen konnte sich Spanien qualifizieren. Die ersten sieben Boote erreichten dabei die Quotenplätze über die Segel-Weltmeisterschaften 2023. Bei den ILCA-Weltmeisterschaften 2024 und den Kite-Europameisterschaften 2023 kam jeweils ein weiterer Quotenplatz hinzu.
| Athleten                       | Wettbewerb        | Qualifikation | Qualifikation | Medal Race    | Medal Race    | Punkte | Rang |
| Athleten                       | Wettbewerb        | Punkte        | Rang          | Punkte        | Rang          | Punkte | Rang |
| ------------------------------ | ----------------- | ------------- | ------------- | ------------- | ------------- | ------ | ---- |
| Frauen                         |                   |               |               |               |               |        |      |
| Pilar Lamadrid                 | Windsurfen iQFoiL | 140           | 15            | ausgeschieden | ausgeschieden | —      | 15   |
| Ana Moncada                    | Laser Radial      | 191           | 29            | ausgeschieden | ausgeschieden | 191    | 29   |
| Gisela Pulido                  | Formula Kite      | 48            | 12            | ausgeschieden | ausgeschieden | —      | 12   |
| Támara Echegoyen Paula Barceló | 49erFX            | 114           | 12            | ausgeschieden | ausgeschieden | 114    | 12   |
| Männer                         |                   |               |               |               |               |        |      |
| Ignacio Baltasar               | Windsurfen iQFoiL | 103           | 11            | ausgeschieden | ausgeschieden | —      | 11   |
| Joaquín Blanco                 | Laser             | 121,2         | 21            | ausgeschieden | ausgeschieden | 121,2  | 21   |
| Diego Botín Florián Trittel    | 49er              | 66            | 1             | 2             | 1             | 68     | Gold |
| Mixed                          |                   |               |               |               |               |        |      |
| Jordi Xammar Nora Brugman      | 470er             | 31            | 2             | 18            | 9             | 49     | 4    |
| Tara Pacheco Andrés Barrio     | Nacra 17          | 113           | 11            | ausgeschieden | ausgeschieden | 113    | 11   |

### Skateboard
Über die olympische Qualifikationsrangliste konnten sich fünf spanische Skateboarder für die Wettbewerbe in Paris qualifizieren.
| Athleten           | Wettbewerb | Qualifikation | Qualifikation | Finale        | Finale        | Rang |
| Athleten           | Wettbewerb | Punkte        | Rang          | Punkte        | Rang          | Rang |
| ------------------ | ---------- | ------------- | ------------- | ------------- | ------------- | ---- |
| Frauen             |            |               |               |               |               |      |
| Naia Laso          | Park       | 82,49         | 7             | 86,28         | 7             | 7    |
| Julia Benedetti    | Park       | 70,27         | 17            | ausgeschieden | ausgeschieden | 17   |
| Natalia Muñoz      | Street     | 214,70        | 14            | ausgeschieden | ausgeschieden | 14   |
| Daniela Terol      | Street     | 220,38        | 13            | ausgeschieden | ausgeschieden | 13   |
| Männer             |            |               |               |               |               |      |
| Danny León         | Park       | 56,25         | 20            | ausgeschieden | ausgeschieden | 20   |
| Alain Kortabitarte | Park       | 75,46         | 19            | ausgeschieden | ausgeschieden | 19   |

### Sportklettern
Über die olympische Qualifikationsserie konnten sich Leslie Romero Pérez im Speedklettern der Frauen und Alberto Ginés López in der Kombination der Männer qualifizieren.
Speed
| Athleten            | Qualifikation | Qualifikation | Achtelfinale | Achtelfinale    | Viertelfinale | Viertelfinale | Halbfinale    | Halbfinale    | Finale / Platz 3 | Finale / Platz 3 | Rang |
| Athleten            | Zeit          | Rang          | Zeit         | Gegner          | Zeit          | Gegner        | Zeit          | Gegner        | Zeit             | Gegner           | Rang |
| ------------------- | ------------- | ------------- | ------------ | --------------- | ------------- | ------------- | ------------- | ------------- | ---------------- | ---------------- | ---- |
| Frauen              |               |               |              |                 |               |               |               |               |                  |                  |      |
| Leslie Romero Pérez | 6,89 s        | 8             | 7,26:Sturz   | R. Sallsabillah | 7,06:6,35     | A. Mirosław   | ausgeschieden | ausgeschieden | ausgeschieden    | ausgeschieden    | 8    |

Kombination
| Athleten            | Qualifikation | Qualifikation | Qualifikation | Qualifikation | Qualifikation | Qualifikation | Finale   | Finale   | Finale | Finale | Finale   | Rang |
| Athleten            | Bouldern      | Bouldern      | Lead          | Lead          | Ergebnis      | Rang          | Bouldern | Bouldern | Lead   | Lead   | Ergebnis | Rang |
| Athleten            | Ergebnis      | Rang          | Griffe        | Rang          | Ergebnis      | Rang          | Ergebnis | Rang     | Griffe | Rang   | Ergebnis | Rang |
| ------------------- | ------------- | ------------- | ------------- | ------------- | ------------- | ------------- | -------- | -------- | ------ | ------ | -------- | ---- |
| Männer              |               |               |               |               |               |               |          |          |        |        |          |      |
| Alberto Ginés López | 28,7          | 14            | 72,0          | 1             | 100,7         | 4             | 24,1     | 7        | 92,1   | 4      | 116,2    | 7    |

### Surfen
Über die ISA World Surfing Games 2024 konnten sich drei spanische Surfer für die Olympischen Spiele qualifizieren.
| Athleten        | Wettbewerb | 1. Runde | 1. Runde | 2. Runde   | 2. Runde   | 3. Runde      | 3. Runde      | Viertelfinale  | Viertelfinale | Halbfinale    | Halbfinale    | Finale / Platz 3 | Finale / Platz 3 | Rang |
| Athleten        | Wettbewerb | Punkte   | Rang     | Gegner     | Ergebnis   | Gegner        | Ergebnis      | Gegner         | Ergebnis      | Gegner        | Ergebnis      | Gegner           | Ergebnis         | Rang |
| --------------- | ---------- | -------- | -------- | ---------- | ---------- | ------------- | ------------- | -------------- | ------------- | ------------- | ------------- | ---------------- | ---------------- | ---- |
| Frauen          |            |          |          |            |            |               |               |                |               |               |               |                  |                  |      |
| Nadia Erostarbe | Shortboard | 13,83    | 1        | Freilos    | Freilos    | S. Matsuda    | 8,34:5,84     | T. Weston-Webb | 6,34:8,10     | ausgeschieden | ausgeschieden | ausgeschieden    | ausgeschieden    | 5    |
| Janire González | Shortboard | 2,43     | 3        | A. Lelior  | 2,80:11,00 | ausgeschieden | ausgeschieden | ausgeschieden  | ausgeschieden | ausgeschieden | ausgeschieden | ausgeschieden    | ausgeschieden    | 17   |
| Männer          |            |          |          |            |            |               |               |                |               |               |               |                  |                  |      |
| Andy Criere     | Shortboard | 12,00    | 3        | A. Cleland | 4,43:15,17 | ausgeschieden | ausgeschieden | ausgeschieden  | ausgeschieden | ausgeschieden | ausgeschieden | ausgeschieden    | ausgeschieden    | 17   |

### Synchronschwimmen
Bei den Schwimmweltmeisterschaften 2024 qualifizierte sich die spanische Gruppe für Paris, wodurch man auch im Duett an den Start gehen durfte.
| Athletinnen | Wettbewerb | Technische Kür | Technische Kür | Freie Kür | Freie Kür | Akrobatische Kür | Akrobatische Kür | Gesamt   | Gesamt |
| Athletinnen | Wettbewerb | Punkte         | Rang           | Punkte    | Rang      | Punkte           | Rang             | Punkte   | Rang   |
| --- | ---------- | -------------- | -------------- | --------- | --------- | ---------------- | ---------------- | -------- | ------ |
| Frauen |            |                |                |           |           |                  |                  |          |        |
| Alisa Ozhogina Iris Tió | Duett      | 254,0816       | 7              | 267,4021  | 8         | —                | —                | 521,4838 | 7      |
| Txell Ferré Gaset Marina García Polo Lilou Lluís Valette Meritxell Mas Alisa Ozhogina Paula Ramírez Iris Tió Blanca Toledano | Gruppe     | 287,1475       | 2              | 346,4644  | 4         | 267,1200         | 4                | 900,7319 | Bronze |

### Taekwondo
Über die olympische Rangliste erhielt Spanien Startplätze in drei Gewichtsklassen. Zudem konnte sich Cecilia Castro über das europäische Qualifikationsturnier in Sofia die Teilnahme an den Spielen sichern.
| Athleten       | Wettbewerb       | Achtelfinale   | Achtelfinale | Viertelfinale  | Viertelfinale | Hoffnungsrunde Halbfinale | Hoffnungsrunde Halbfinale | Halbfinale    | Halbfinale    | Hoffnungsrunde Finale | Hoffnungsrunde Finale | Finale        | Finale        | Rang |
| Athleten       | Wettbewerb       | Gegner         | Ergebnis     | Gegner         | Ergebnis      | Gegner                    | Ergebnis                  | Gegner        | Ergebnis      | Gegner                | Ergebnis              | Gegner        | Ergebnis      | Rang |
| -------------- | ---------------- | -------------- | ------------ | -------------- | ------------- | ------------------------- | ------------------------- | ------------- | ------------- | --------------------- | --------------------- | ------------- | ------------- | ---- |
| Frauen         |                  |                |              |                |               |                           |                           |               |               |                       |                       |               |               |      |
| Adriana Cerezo | Klasse bis 49 kg | M. S. Grippoli | 2:0          | M. Nematzadeh  | 0:2           | ausgeschieden             | ausgeschieden             | ausgeschieden | ausgeschieden | ausgeschieden         | ausgeschieden         | ausgeschieden | ausgeschieden | 9    |
| Cecilia Castro | Klasse bis 67 kg | A. Shehata     | 1:2          | ausgeschieden  | ausgeschieden | ausgeschieden             | ausgeschieden             | ausgeschieden | ausgeschieden | ausgeschieden         | ausgeschieden         | ausgeschieden | ausgeschieden | 11   |
| Männer         |                  |                |              |                |               |                           |                           |               |               |                       |                       |               |               |      |
| Adrián Vicente | Klasse bis 58 kg | O. Y. Ismail   | 2:0          | G. Magomedov   | 0:2           | J. Woolley                | 2:0                       | ausgeschieden | ausgeschieden | M. K. Jendoubi        | 0:2                   | ausgeschieden | ausgeschieden | 5    |
| Javier Pérez   | Klasse bis 68 kg | B. Tubtimdang  | 2:0          | S. Alaphilippe | 2:1           | ―                         | ―                         | U. Rashitov   | 0:2           | E. Pontes             | 1:2                   | ausgeschieden | ausgeschieden | 5    |

### Tennis
Über die ATP- und WTA-Ranglisten qualifizierten sich acht spanische Tennisspieler für die im Stade Roland Garros ausgetragenen Wettbewerbe.
| Athleten                              | Wettbewerb | 1. Runde                      | 1. Runde          | 2. Runde      | 2. Runde      | Achtelfinale               | Achtelfinale      | Viertelfinale                 | Viertelfinale     | Halbfinale                  | Halbfinale    | Finale / Platz 3        | Finale / Platz 3 | Rang   |
| Athleten                              | Wettbewerb | Gegner                        | Ergebnis          | Gegner        | Ergebnis      | Gegner                     | Ergebnis          | Gegner                        | Ergebnis          | Gegner                      | Ergebnis      | Gegner                  | Ergebnis         | Rang   |
| ------------------------------------- | ---------- | ----------------------------- | ----------------- | ------------- | ------------- | -------------------------- | ----------------- | ----------------------------- | ----------------- | --------------------------- | ------------- | ----------------------- | ---------------- | ------ |
| Frauen                                |            |                               |                   |               |               |                            |                   |                               |                   |                             |               |                         |                  |        |
| Sara Sorribes Tormo                   | Einzel     | B. Krejčíková                 | 6:4, 0:6, 6:73    | ausgeschieden | ausgeschieden | ausgeschieden              | ausgeschieden     | ausgeschieden                 | ausgeschieden     | ausgeschieden               | ausgeschieden | ausgeschieden           | ausgeschieden    | 33     |
| Cristina Bucșa                        | Einzel     | P. Martić                     | 6:4, 6:3          | L. Fernandez  | 6:74, 3:6     | ausgeschieden              | ausgeschieden     | ausgeschieden                 | ausgeschieden     | ausgeschieden               | ausgeschieden | ausgeschieden           | ausgeschieden    | 17     |
| Cristina Bucșa Sara Sorribes Tormo    | Doppel     | L. Bronzetti / E. Cocciaretto | 6:1, 6:2          | —             | —             | M. Carlé / N. Podoroska    | 6:3, 6:4          | L. Kitschenok / N. Kitschenok | 6:2, 2:6, [12:10] | M. Andrejewa / D. Schneider | 1:6, 2:6      | K. Muchová / L. Nosková | 6:2, 6:2         | Bronze |
| Männer                                |            |                               |                   |               |               |                            |                   |                               |                   |                             |               |                         |                  |        |
| Carlos Alcaraz                        | Einzel     | H. Habib                      | 6:3, 6:1          | T. Griekspoor | 6:1, 7:63     | R. Safiullin               | 6:4, 6:2          | T. Paul                       | 6:3, 7:67         | F. Auger-Aliassime          | 6:1, 6:1      | N. Đoković              | 6:73, 6:72       | Silber |
| Rafael Nadal                          | Einzel     | M. Fucsovics                  | 6:1, 4:6, 6:4     | N. Đoković    | 1:6, 4:6      | ausgeschieden              | ausgeschieden     | ausgeschieden                 | ausgeschieden     | ausgeschieden               | ausgeschieden | ausgeschieden           | ausgeschieden    | 17     |
| Pedro Martínez                        | Einzel     | A. Vavassori                  | 4:6, 6:4, 4:6     | ausgeschieden | ausgeschieden | ausgeschieden              | ausgeschieden     | ausgeschieden                 | ausgeschieden     | ausgeschieden               | ausgeschieden | ausgeschieden           | ausgeschieden    | 33     |
| Jaume Munar                           | Einzel     | A. Zverev                     | 2:6, 2:6          | ausgeschieden | ausgeschieden | ausgeschieden              | ausgeschieden     | ausgeschieden                 | ausgeschieden     | ausgeschieden               | ausgeschieden | ausgeschieden           | ausgeschieden    | 33     |
| Carlos Alcaraz Rafael Nadal           | Doppel     | M. González / A. Molteni      | 7:64, 6:4         | —             | —             | T. Griekspoor / W. Koolhof | 6:4, 6:72, [10:2] | A. Krajicek / R. Ram          | 2:6, 4:6          | ausgeschieden               | ausgeschieden | ausgeschieden           | ausgeschieden    | 5      |
| Pablo Carreño Busta Marcel Granollers | Doppel     | S. Bolelli / A. Vavassori     | 2:6, 7:65, [10:7] | —             | —             | M. Ebden / J. Peers        | 2:6, 5:7          | ausgeschieden                 | ausgeschieden     | ausgeschieden               | ausgeschieden | ausgeschieden           | ausgeschieden    | 9      |
| Mixed                                 |            |                               |                   |               |               |                            |                   |                               |                   |                             |               |                         |                  |        |
| Sara Sorribes Tormo Marcel Granollers | Mixed      | —                             | —                 | —             | —             | E. Perez / M. Ebden        | 3:6, 4:6          | ausgeschieden                 | ausgeschieden     | ausgeschieden               | ausgeschieden | ausgeschieden           | ausgeschieden    | 9      |

### Tischtennis
Über das olympische Qualifikationsturnier in Havířov qualifizierte sich Spanien im Mixed-Doppel für die Olympischen Spiele. Als bester, noch nicht qualifizierter, europäischer Spieler der Weltrangliste qualifizierte sich Álvaro Robles auch für den Einzelwettbewerb. Zudem erhielt María Xiao über die ITTF-Weltrangliste einen Startplatz im Einzel der Frauen.
| Athleten                 | Wettbewerb | 1. Runde | 1. Runde | 2. Runde    | 2. Runde | 3. Runde      | 3. Runde      | Achtelfinale            | Achtelfinale  | Viertelfinale          | Viertelfinale | Halbfinale    | Halbfinale    | Finale / Platz 3 | Finale / Platz 3 | Rang |
| Athleten                 | Wettbewerb | Gegner   | Erg.     | Gegner      | Erg.     | Gegner        | Erg.          | Gegner                  | Erg.          | Gegner                 | Erg.          | Gegner        | Erg.          | Gegner           | Erg.             | Rang |
| ------------------------ | ---------- | -------- | -------- | ----------- | -------- | ------------- | ------------- | ----------------------- | ------------- | ---------------------- | ------------- | ------------- | ------------- | ---------------- | ---------------- | ---- |
| Frauen                   |            |          |          |             |          |               |               |                         |               |                        |               |               |               |                  |                  |      |
| María Xiao               | Einzel     | Freilos  | Freilos  | D. Meshref  | 1:4      | ausgeschieden | ausgeschieden | ausgeschieden           | ausgeschieden | ausgeschieden          | ausgeschieden | ausgeschieden | ausgeschieden | ausgeschieden    | ausgeschieden    | 33   |
| Männer                   |            |          |          |             |          |               |               |                         |               |                        |               |               |               |                  |                  |      |
| Álvaro Robles            | Einzel     | Freilos  | Freilos  | D. Habesohn | 4:2      | H. Calderano  | 2:4           | ausgeschieden           | ausgeschieden | ausgeschieden          | ausgeschieden | ausgeschieden | ausgeschieden | ausgeschieden    | ausgeschieden    | 17   |
| Mixed                    |            |          |          |             |          |               |               |                         |               |                        |               |               |               |                  |                  |      |
| Álvaro Robles María Xiao | Doppel     | —        | —        | —           | —        | —             | —             | B. Takahashi / V. Ishiy | 4:2           | Wong C. T. / Doo H. K. | 2:4           | ausgeschieden | ausgeschieden | ausgeschieden    | ausgeschieden    | 5    |

### Triathlon
Über die Einzel-Qualifikationsrangliste erhielt Spanien zwei Startplätze bei den Frauen und drei Startplätze bei den Männern. Damit konnte auch eine spanische Mixed-Staffel an den Start gehen.
| Athleten                                                   | Wettbewerb | Zeit      | Rang |
| ---------------------------------------------------------- | ---------- | --------- | ---- |
| Frauen                                                     |            |           |      |
| Miriam Casillas                                            | Einzel     | 2:01:46 h | 33   |
| Anna Godoy                                                 | Einzel     | 1:58:13 h | 17   |
| Männer                                                     |            |           |      |
| Alberto González                                           | Einzel     | 1:44:22 h | 8    |
| Roberto Sánchez                                            | Einzel     | 1:49:29 h | 36   |
| Antonio Serrat                                             | Einzel     | 1:48:42 h | 32   |
| Mixed                                                      |            |           |      |
| Alberto González Anna Godoy Antonio Serrat Miriam Casillas | Staffel    | 1:27:30 h | 9    |

### Turnen
Die spanischen Turner haben sich über die Weltmeisterschaften 2023 für den Mannschaftswettbewerb qualifiziert, wodurch alle fünf Athleten auch im Mehrkampf und an den Geräten starten durften. Die spanischen Frauen hatten die Mannschaftsqualifikation zwar verpasst, jedoch konnten sich drei Athletinnen über ihre individuellen Leistungen für die Olympischen Spiele qualifizieren. In der Rhythmischen Sportgymnastik hatte Spanien das Maximum an Quotenplätzen erreicht. Über die Weltmeisterschaften 2023 erreichte man zwei Quotenplätze für den Einzelmehrkampf. Bereits bei den Weltmeisterschaften 2022 hatte sich die Gruppe qualifiziert. Im Trampolinturnen konnte bei Männern und Frauen über die Weltcup-Serie jeweils ein Quotenplatz erreicht werden.

#### Gerätturnen
| Athleten                                                           | Wettbewerb           | Qualifikation | Qualifikation | Finale        | Finale        | Rang          |
| Athleten                                                           | Wettbewerb           | Punkte        | Rang          | Punkte        | Rang          | Rang          |
| ------------------------------------------------------------------ | -------------------- | ------------- | ------------- | ------------- | ------------- | ------------- |
| Frauen                                                             |                      |               |               |               |               |               |
| Laura Casabuena                                                    | Boden                | 13,033        | 28            | ausgeschieden | ausgeschieden | ausgeschieden |
| Laura Casabuena                                                    | Schwebebalken        | 12,166        | 60            | ausgeschieden | ausgeschieden | ausgeschieden |
| Laura Casabuena                                                    | Stufenbarren         | 13,133        | 41            | ausgeschieden | ausgeschieden | ausgeschieden |
| Laura Casabuena                                                    | Mehrkampf Einzel     | 51,398        | 35            | ausgeschieden | ausgeschieden | ausgeschieden |
| Ana Pérez                                                          | Boden                | 12,866        | 31            | ausgeschieden | ausgeschieden | ausgeschieden |
| Ana Pérez                                                          | Schwebebalken        | 11,800        | 67            | ausgeschieden | ausgeschieden | ausgeschieden |
| Ana Pérez                                                          | Stufenbarren         | 13,033        | 45            | ausgeschieden | ausgeschieden | ausgeschieden |
| Ana Pérez                                                          | Mehrkampf Einzel     | 50,765        | 45            | ausgeschieden | ausgeschieden | ausgeschieden |
| Alba Petisco                                                       | Boden                | 11,800        | 69            | ausgeschieden | ausgeschieden | ausgeschieden |
| Alba Petisco                                                       | Schwebebalken        | 12,633        | 45            | ausgeschieden | ausgeschieden | ausgeschieden |
| Alba Petisco                                                       | Stufenbarren         | 13,400        | 36            | ausgeschieden | ausgeschieden | ausgeschieden |
| Alba Petisco                                                       | Mehrkampf Einzel     | 51,299        | 36            | ausgeschieden | ausgeschieden | ausgeschieden |
| Männer                                                             |                      |               |               |               |               |               |
| Néstor Abad                                                        | Barren               | 10,766        | 64            | ausgeschieden | ausgeschieden | ausgeschieden |
| Néstor Abad                                                        | Boden                | 14,000        | 18            | ausgeschieden | ausgeschieden | ausgeschieden |
| Néstor Abad                                                        | Pauschenpferd        | 13,166        | 39            | ausgeschieden | ausgeschieden | ausgeschieden |
| Néstor Abad                                                        | Reck                 | 13,300        | 38            | ausgeschieden | ausgeschieden | ausgeschieden |
| Néstor Abad                                                        | Ringe                | 13,600        | 27            | ausgeschieden | ausgeschieden | ausgeschieden |
| Néstor Abad                                                        | Mehrkampf Einzel     | 79,332        | 35            | ausgeschieden | ausgeschieden | ausgeschieden |
| Thierno Diallo                                                     | Barren               | 12,966        | 59            | ausgeschieden | ausgeschieden | ausgeschieden |
| Thierno Diallo                                                     | Pauschenpferd        | 11,866        | 56            | ausgeschieden | ausgeschieden | ausgeschieden |
| Thierno Diallo                                                     | Reck                 | 12,933        | 43            | ausgeschieden | ausgeschieden | ausgeschieden |
| Nicolau Mir                                                        | Barren               | 7,466         | 65            | ausgeschieden | ausgeschieden | ausgeschieden |
| Nicolau Mir                                                        | Boden                | 13,666        | 33            | ausgeschieden | ausgeschieden | ausgeschieden |
| Nicolau Mir                                                        | Pauschenpferd        | 12,666        | 50            | ausgeschieden | ausgeschieden | ausgeschieden |
| Nicolau Mir                                                        | Reck                 | 13,333        | 37            | ausgeschieden | ausgeschieden | ausgeschieden |
| Nicolau Mir                                                        | Ringe                | 12,966        | 50            | ausgeschieden | ausgeschieden | ausgeschieden |
| Nicolau Mir                                                        | Mehrkampf Einzel     | 72,830        | 44            | ausgeschieden | ausgeschieden | ausgeschieden |
| Joel Plata                                                         | Barren               | 12,433        | 62            | ausgeschieden | ausgeschieden | ausgeschieden |
| Joel Plata                                                         | Boden                | 14,166        | 11            | ausgeschieden | ausgeschieden | ausgeschieden |
| Joel Plata                                                         | Pauschenpferd        | 13,566        | 33            | ausgeschieden | ausgeschieden | ausgeschieden |
| Joel Plata                                                         | Reck                 | 13,666        | 22            | ausgeschieden | ausgeschieden | ausgeschieden |
| Joel Plata                                                         | Ringe                | 13,433        | 32            | ausgeschieden | ausgeschieden | ausgeschieden |
| Joel Plata                                                         | Mehrkampf Einzel     | 80,197        | 27            | ausgeschieden | ausgeschieden | ausgeschieden |
| Rayderley Zapata                                                   | Boden                | 14,600        | 3             | 14,333        | 7             | 7             |
| Rayderley Zapata                                                   | Ringe                | 13,900        | 19            | ausgeschieden | ausgeschieden | ausgeschieden |
| Rayderley Zapata                                                   | Sprung               | 13,733        | 17            | ausgeschieden | ausgeschieden | ausgeschieden |
| Néstor Abad Thierno Diallo Nicolau Mir Joel Plata Rayderley Zapata | Mehrkampf Mannschaft | 241,294       | 12            | ausgeschieden | ausgeschieden | 12            |

#### Rhythmische Sportgymnastik
| Athletinnen                                                       | Wettbewerb           | Qualifikation | Qualifikation | Finale        | Finale        | Rang |
| Athletinnen                                                       | Wettbewerb           | Punkte        | Rang          | Punkte        | Rang          | Rang |
| ----------------------------------------------------------------- | -------------------- | ------------- | ------------- | ------------- | ------------- | ---- |
| Frauen                                                            |                      |               |               |               |               |      |
| Alba Bautista                                                     | Mehrkampf Einzel     | 117,650       | 20            | ausgeschieden | ausgeschieden | 20   |
| Polina Berezina                                                   | Mehrkampf Einzel     | 125,100       | 15            | ausgeschieden | ausgeschieden | 15   |
| Ana Arnau Inés Bergua Mireia Martínez Patricia Pérez Salma Solaun | Mehrkampf Mannschaft | 60,400        | 10            | ausgeschieden | ausgeschieden | 10   |

#### Trampolinturnen
| Athleten             | Wettbewerb | Qualifikation | Qualifikation | Finale        | Finale        | Rang |
| Athleten             | Wettbewerb | Punkte        | Rang          | Punkte        | Rang          | Rang |
| -------------------- | ---------- | ------------- | ------------- | ------------- | ------------- | ---- |
| Frauen               |            |               |               |               |               |      |
| Noemí Romero Rosario | Einzel     | 54,250        | 9             | ausgeschieden | ausgeschieden | 9    |
| Männer               |            |               |               |               |               |      |
| David Vega           | Einzel     | 55,620        | 14            | ausgeschieden | ausgeschieden | 14   |

### Wasserball
Durch den Titelgewinn bei der Europameisterschaft 2024 hatten sich Spaniens Wasserballer für das olympische Turnier qualifiziert. Ihren Landsfrauen gelang die Qualifikation bereits über die Weltmeisterschaften 2023.
| Wettbewerb         | Frauen | Männer |
| ------------------ | --- | --- |
| Athleten           | Paula Camus Paula Crespí Anna Espar Laura Ester Judith Forca Maica García Paula Leitón Beatriz Ortiz María del Pilar Peña Nona Pérez Isabel Piralkova Elena Ruiz Martina Terré | Unai Aguirre Alberto Munárriz Álvaro Granados Bernat Sanahuja Miguel de Toro Marc Larumbe Martin Faměra Sergi Cabanas Roger Tahull Felipe Perrone Unai Biel Alejandro Bustos Eduardo Lorrio |
| Trainer            | Miki Oca | David Martín |
| Gruppenphase       | Frankreich (15:6) Vereinigte Staaten (13:11) Griechenland (10:8) Italien (13:11)                                                                                               | Australien (9:5) Ungarn (10:7) Serbien (15:11) Japan (23:8) Frankreich (10:8) |
| Viertelfinale      | Kanada (18:8) | Kroatien (8:10) |
| Platzierungsspiele | — | Italien (11:9) Griechenland (13:15) |
| Halbfinale         | Niederlande (19:18) | ausgeschieden |
| Finale             | Australien (11:9) | ausgeschieden |
| Rang               | Gold | 6 |

### Wasserspringen
Bei den Schwimmweltmeisterschaften 2023 konnte ein Startplatz im Turmspringen der Frauen erreicht werden. Über die Schwimmweltmeisterschaften 2024 kamen zwei weitere Plätze hinzu.
| Athleten                     | Wettbewerb           | Vorkampf | Vorkampf | Halbfinale | Halbfinale | Finale        | Finale        | Rang |
| Athleten                     | Wettbewerb           | Punkte   | Rang     | Punkte     | Rang       | Punkte        | Rang          | Rang |
| ---------------------------- | -------------------- | -------- | -------- | ---------- | ---------- | ------------- | ------------- | ---- |
| Frauen                       |                      |          |          |            |            |               |               |      |
| Valeria Antolino             | Kunstspringen 3 m    | 297,70   | 7        | 284,25     | 10         | 292,95        | 8             | 8    |
| Ana Carvajal                 | Turmspringen 10 m    | 285,60   | 12       | 276,90     | 14         | ausgeschieden | ausgeschieden | 14   |
| Männer                       |                      |          |          |            |            |               |               |      |
| Adrián Abadía Nicolás García | Synchronspringen 3 m | —        | —        | —          | —          | 361,62        | 6             | 6    |